# غاري إليس
غاري إليس (بالإنجليزية: Gary Ellis)‏ هو دراج أمريكي، ولد في 21 مارس 1966 في الولايات المتحدة.